# Hansa Tonstudio

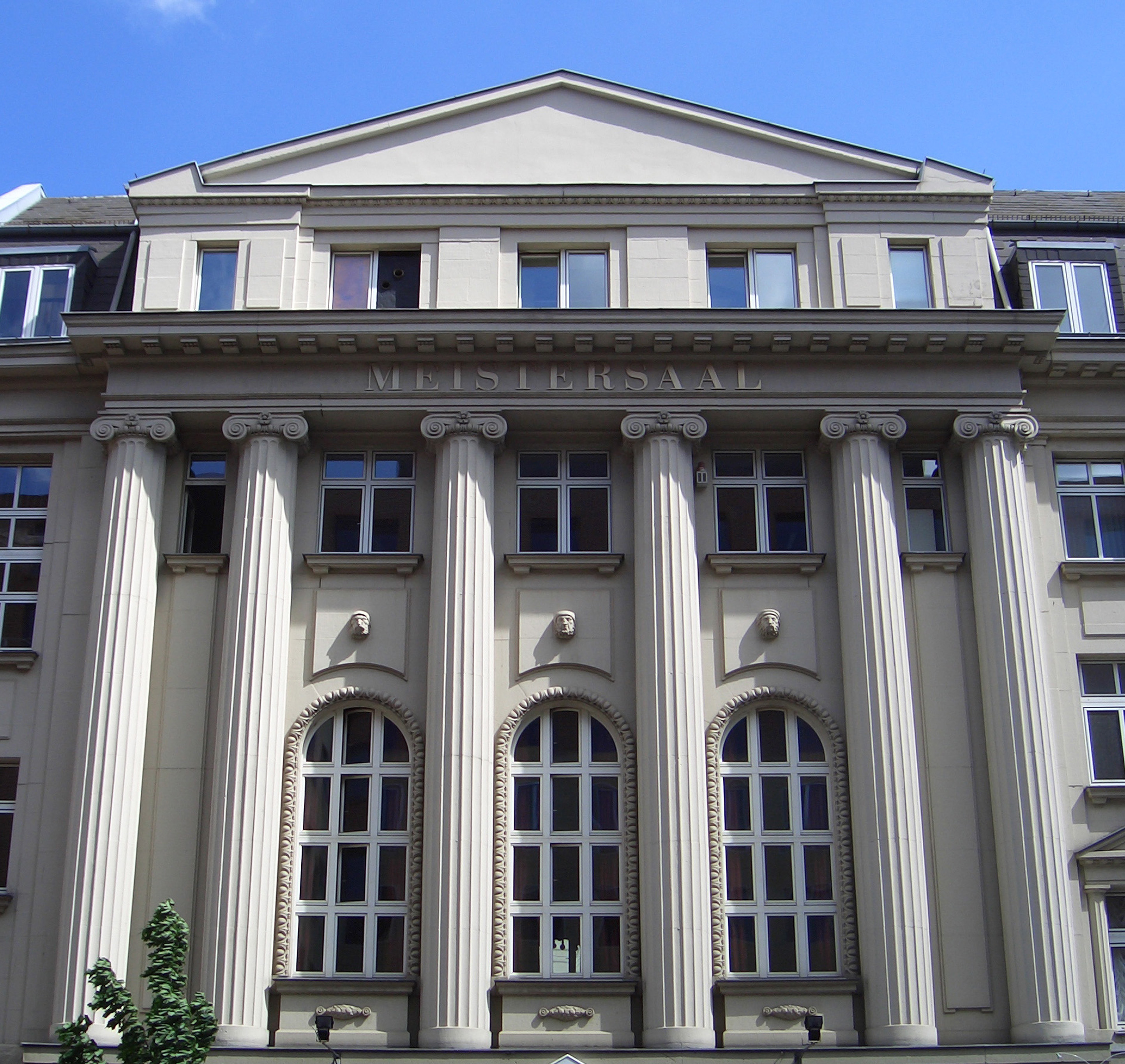
Фасад Майстер Холла будівлі студії, на вулиці Köthener Straße.

Hansa Tonstudio — студія звукозапису, яка розташована на Köthener штрассе, в районі Кройцберг, Берлін. Серед англійських музичних виконавців вона була відома як «Hansa Studio by the Wall», «Hansa by the Wall» або «The Great Hall by the Wall» з посиланням на той факт, що вона перебувала поруч з Берлінською стіною поблизу Потсдамер Плац.

## Історія
Студія була спочатку заснована в 1964 році братами Пітером та Томасом Мейзелями в західній частині Halensee Західного Берліна. Вони переїхали на її нинішнє місце в 1972 році.
Часто записаний матеріал видавався на лейблі студії — Hansa Records, в її стінах записувались багато відомих музикантів, у тому числі Tangerine Dream, Девід Боуї, Брайан Іно, Іґґі Поп, U2, Nick Cave and the Bad Seeds, Claw Boys Claw, Depeche Mode, Marillion, Killing Joke, Boney M. і зовсім недавно Snow Patrol, Kent і Living Things. Безліч відомих записів, похмура та атмосферна якість звуку, сильний та різнобічний матеріал багатьох альбомів, забезпечили студії майже легендарний статус, особливо в жанрах пост-панк та синті-поп.

## Відомі альбоми, записані на студії
- 1977 — Девід Боуї — Low
- 1977 — Девід Боуї — «Heroes»
- 1977 — Іґґі Поп — The Idiot
- 1977 — Іґґі Поп — Lust for Life
- 1979 — Tangerine Dream — Force Majeure
- 1982 — Девід Боуї — Baal
- 1983 — Depeche Mode — Construction Time Again
- 1984 — Depeche Mode — Some Great Reward
- 1984 — Killing Joke — Nighttime
- 1984 — Marillion — Misplaced Childhood
- 1984 — Nick Cave and the Bad Seeds — The Firstborn Is Dead
- 1986 — Depeche Mode — Black Celebration
- 1986 — Killing Joke — Brighter Than a Thousand Suns
- 1986 — Nick Cave and The Bad Seeds — Your Funeral... My Trial
- 1991 — U2 — Achtung Baby
- 2008 — Snow Patrol — A Hundred Million Suns
- 2008 — Supergrass — Diamond Hoo Ha
- 2008 — Ossler — Ett Brus
- 2010 — KT Tunstall — Tiger Suit
- 2013 — Manic Street Preachers — Rewind the Film
- 2014 — Manic Street Preachers — Futurology
- 2015 — Ling Tosite Sigure — Es or S